# Cantó de Falatin
El cantó de Falatin és un cantó francès del departament de Cruesa, situat al districte de Lo Buçon. Té 9 municipis i el cap és Falatin.

## Municipis
- Cròsa
- Falatin
- Mostier Roselha
- Possanjas
- Sent Afeiran la Montanha
- Sent Frion
- Sent Quentin
- Sent Iries la Montanha
- Valièra

## Història
| Data d'elecció                           | Identitat      | Partit           | Qualitat |
| ---------------------------------------- | -------------- | ---------------- | -------- |
| 1970-1982                                | Jean Mazet     | Divers droite    |          |
| 1982                                     | P. Chausselat  | RPR              |          |
| 1982-1994                                | Pierre Gaudon  | PS               |          |
| 1994-                                    | Yves Chamfreau | RPR, després UMP |          |
| les dades anteriors no són pas conegudes |                |                  |          |
|                                          |                |                  |          |

## Demografia
| 1962  | 1968  | 1975  | 1982  | 1990  | 1999  | 2006  |
| ----- | ----- | ----- | ----- | ----- | ----- | ----- |
| 4.839 | 5.376 | 5.228 | 5.013 | 4.693 | 4.386 | 4.315 |